# Фань
Фань (рос. Фань, башк. Фән) — присілок у складі Альшеєвського району Башкортостану, Росія. Входить до складу Казанської сільської ради.
Населення — 108 осіб (2010; 130 в 2002).
Національний склад:
- татари — 54 %
- башкири — 42 %